# Hans Gottlieb von Gemmingen
Hans Gottlieb von Gemmingen (* vor 1649; † im Mai 1691 in Bürg) war kurmainzischer Forstbeamter. Er war begütert in Reichartshausen. Nach dem Tod von zwei Halbbrüdern hat er 1690 Besitz von Bürg ergriffen, wo er im Folgejahr erstochen wurde. Die Anstiftung zum Mord ging möglicherweise von seinem Bruder aus, dem baden-durlachscher Hofrat und Oberhofmeister Johann Bernhard von Gemmingen (1656–1723).

## Leben
Hans Gottlieb entstammte dem Zweig Bürg-Presteneck der Freiherren von Gemmingen und war der Sohn des Achilles Christoph von Gemmingen (1619–1676) aus dessen erster, 1643 geschlossenen Ehe mit Benedikta Elisabetha Greck v. Kochendorf († 1648). Der Vater war Grundherr in Bürg und hatte insgesamt 18 Kinder aus drei Ehen. 1671 erwarb der Vater im Namen seines Sohnes Johann Gottlieb zwei Drittel des Dorfs Reichartshausen mit allen Rechten, wobei damals erwähnt wurde, dass Hans Gottlieb ein Drittel des Besitzes des Vaters erben würde. 1677 wurde ein Erbvertrag erstellt. 
Im Juli 1678 hat Gottlieb von Gemmingen Hans Kaspar von Lindemann zu Pleidelsheim erstochen. In den nachfolgenden Jahren wurde mehrfach nach ihm gefahndet, ohne dass man ihm hätte habhaft werden können.
Hans Gottlieb trat zum katholischen Glauben über und in kurmainzische Dienste, wo ihm eine Oberjägermeisterstelle in Aussicht gestellt worden war. 1686 war er Oberforstmeister in Lorsch, verließ dann aber Kurmainz und wandte sich nach Bayern. Nach dem Tod von zwei Halbbrüdern nahm er den Familienbesitz in Bürg in Anspruch, wogegen sein Bruder Johann Bernhard (1656–1723), baden-durlachscher Hofrat und Oberhofmeister des Erbprinzen Karl Wilhelm, von Genf aus protestierte, wo er sich in Begleitung des Prinzen befand. Im Mai 1691 drangen Soldaten ins Schloss Bürg ein und erstachen Hans Gottlieb von Gemmingen. Als Anstifter des Mordes hat man Hans Gottliebs Bruder Johann Bernhard beschuldigt, so dass eine kaiserliche Kommission gegen ihn eingesetzt wurde.

## Familie
Er war in erster Ehe verheiratet mit Maria Magdalena von Kaltenthal, nach ihr mit Maria Margaretha von Neuhausen. Sein Sohn Franz Ignaz war pfälzischer Offizier und starb kinderlos.
Nachkommen:
- Benedicta Luise ⚭ Friedrich von Bärenfels
- Maria Juliana ⚭ Franz Anton von Macaire
- Franz Ignaz (1681–1738) ⚭ Maria Helena von Gräroth